# غابرييل باروس
غابرييل باروس (بالبرتغالية: Gabriel Barros‏) هو لاعب كرة قدم برازيلي، ولد في 25 أكتوبر 2001.